# Pizzighettone
Pizzighettone är en ort och kommun i provinsen Cremona i regionen Lombardiet i Italien. Kommunen hade 6 432 invånare (2018).